# 더블딥
더블딥(double dip recession) 혹은 W자형 불황(W-shaped recession)은 경제가 불황으로부터 벗어나 짧은 기간의 성장을 기록한 뒤, 얼마 지나지 않고 다시 불황에 빠지는 현상이다.
미국의 1980년대 초기의 불황은 더블딥의 전형적인 예시라고 할 수 있다. 전미경제연구소는 미국에서 1980년대 초반에 두 번의 불황이 일어났었다고 여긴다. 미국의 경제는 1980년 1월부터 7월까지 불황에 빠져 있었고, 그 후 빠른 성장을 기록했다. 1981년의 1분기에는 8.4%의 연간 성장율을 기록했다. 하지만 연방 준비 은행에서는 폴 볼커의 지시하에 인플레이션을 완화하기 위한 조치로 이자율 상승을 선택했고, 그로 인해 1981년 7월부터 1982년 11월까지 미국 경제는 다시 불황에 빠지게 된다.

## 원인
이러한 현상이 일어나는 데에는 몇 가지 원인이 있다.
1. 근본적인 소비 침체
경기 침체기에는 기업들이 생산량을 늘리면 총공급 증가로 단기적으로는 경기가 회복세를 보이는 듯 하나, 실제로는 침체되어 있는 국민 경제와 소비가 회복 되지 않기 때문에 다시 경기가 하락세를 보이기도 한다.
2. 정부 지출 확대로 인한 재정 적자
경기가 하락세를 멈추지 않을 때 정부는 경기 회복을 위해 재정 지출을 늘려 확장 정책을 펴는데, 소비가 충분히 늘어나지 않는다면, 늘어난 지출 때문에 재정 적자가 발생해 경기 하락세가 계속 되기도 한다.
3. 출구 전략
경기가 저점을 기록했다는 것이 정부 및 중앙 은행에게 인식 되면, 경기 침체를 벗어나고자 펼친 확장 정책에 의한 과도한 자금 공급이 유발할 수 있는 인플레이션을 막고자 풀렸던 자금을 다시 회수하는 출구 전략을 너무 일찍 사용하면, 경기가 본격적인 회복 국면을 맞기도 전에 자금이 회수되어 다시 경기가 침체 될 수도 있다.

## 같이 보기
- 역성장